# Condado de Carroll (Iowa)
O Condado de Carroll é um dos 99 condados do estado norte-americano de Iowa. A sede do condado é Carroll, que é também a sua maior cidade. O condado tem uma área de 1477 km² (dos quais 2 km² estão cobertos por água), uma população de 20 816 habitantes, e uma densidade populacional de 14,1 hab/km² (segundo o censo nacional de 2010). O condado foi fundado em 1851 e recebeu o seu nome a partir de Charles Carroll de Carrollton (1737-1832), signatário da Declaração de Independência dos Estados Unidos.